# La Ronde bretonne
La Ronde bretonne – ou simplement Bretonnes ou Étude de Bretonnes – est un tableau réalisé par le peintre français Émile Bernard entre 1888 et 1890. De format vertical, cette huile sur toile représente deux femmes en costume breton apparaissant en buste au premier plan d'une idylle centrée sur deux musiciens qui jouent pour d'autres Bretonnes, assises devant et derrière eux. Partie des collections du musée d'Orsay, à Paris, l'œuvre se trouve depuis 2024 en dépôt au musée de Pont-Aven, à Pont-Aven, dans le Finistère. Elle était jusqu'alors conservée au musée des Beaux-Arts de Quimper, à Quimper.